# 天衣無縫 (2007年電影)
《天衣無縫》（英語：Flawless）是一部英国虛構電影，由迈克尔·瑞福執導、愛德華·安德森（Edward Anderson）編劇，並且由黛米·摩尔與米高·肯恩主演。2007年2月11日於德國首映，並且在2008年3月28日於美國限定地區上映。

## 劇情
Laura Quinn受女記者之邀受訪，招供出自己的贓物。
原來Laura年輕時在倫敦鑽石公司工作。雖然能力超卓，又認真從事，卻總因自己的外籍女性身份被擋在玻璃天花板之下，陞遷無望。她期許自己更加努力，自勉的便箋卻被偷偷加註了「徒勞」。公司因政經情勢將損失蘇聯大客戶，Laura想出暗渡陳倉之道維護公司利益，也獲得雙方暗中同意，卻因身份不是公司營運高層，客戶方不願被與聞機密而反遭解僱。清潔工Mr.Hobbs因身份卑微而得以探得小道消息，並提前通知Laura。原來就是他在Laura的便箋上擅自加註。Hobbs順道解說了Laura的困境。雖不獲採信，卻也並不強求。
Laura略施小計由秘書那裡確認了人事異動消息後，趕忙應舊日戀人之約，想另謀高就。對方身處的銀行卻又因她在公司內可能與蘇聯方有瓜葛而不予接納，而他本人雖對她舊情難忘，自己卻也有家庭了。四下落空的Laura不得不回頭尋找Hobbs。原來Hobbs也即將屆齡退休，退休金卻不足。他提議二人連手，由公司為數兩噸的鑽石庫藏中偷一點出來。對公司而言不過九年一毛，甚至不會發覺數量短少，但兩人可成為鉅富，又能報復為富不仁的公司，為自己出口氣。Laura終於答應合作。
兩人的計畫遇上一連串的不順遂。依Hobbs所言去找載有保險庫密碼的紙條，紙條卻不在應該在的地方。動手前一天，公司卻新裝上閉路監視器。Laura想用無聲電話行調虎離山之計卻又遇上公用電話故障。得手出門後又不知何故被總務主任召回公司。
Hobbs軟硬兼施的押著想收手不幹的Laura上陣，並探明了她的真意，以及系統的缺陷。所幸動手時有驚無險。但第二天卻發覺公司不是只少了難以探查的箋箋之數，而是兩噸的庫藏全被搬空。Laura大驚失色，但全公司都陷入恐慌。
不知名的竊賊勒贖一億英磅， 公司不敢報警，找來保險公司的私家偵探Finch，許以重酬，依所尋獲的鑽石數量抽成。Finch精明幹練，一眼識破系統性缺陷，四下問話並採指紋。Laura自感末日將近，找Hobbs究詰又不得要領，只好仗著公司的信任成為Finch問案助手，卻無意間令Finch動了凡心。
Laura於慌亂中將耳環墜子落入洗手槽中，卻因而得出靈感，找到公司正下方的下水道中，卻被等在那裡的Hobbs持槍制住。
原來Hobbs年輕時，老婆罹病須就醫，保險公司卻以非緊急需求為由拒絕及時給付，Hobbs不得不轉當鑽石公司的清潔工掙錢求醫。待終能就醫時，卻已為時過晚。他騙Laura只帶走一點鑽石作為報復，其實當晚卻來回好幾趟，清空整個保險庫再勒贖，意在令鑽石公司與保險公司因利益鬧翻以將保險公司老闆Dmitriev逼入絕境。
鑽石公司有意付錢了事，保險公司卻絕不答應。報界不知如何探得竊案消息，蜂擁而至公司採訪。鑽石公司老闆Milton Kendrick Ashtoncroft因壓力過大，心臟病發而死。其子接手鑽石公司，推知是保險公司走漏風聲以圖省下鉅額贖金，於是繞過Dmitriev取得保險公司同意付贖。Dmitriev無法阻止鉅款流失，飲彈自盡。
Hobbs留置Laura夠長的時間，認為Dmitriev將獲得報應後，表明槍內沒有子彈，放任Laura逃走。他自此不知所蹤。
Laura找到了被沖到下水道的所有鑽石並通知所有人。她本想透露什麼給Finch，Finch卻阻止她並說不想看見她坐牢。而Finch其實已早一步得知真相，卻寧可放棄鉅額賞金。其證據正握在Laura手中。
公司改朝換代和Laura的功績對官運並沒有幫助，下一次陞遷還是沒有她，反被後輩超前。死心的她辭去工作，但鑽石的贖金其實是被轉匯到她帳戶中。Laura以其餘生將這一大筆錢逐批作慈善捐贈，直到受訪前才終於捐完。而最後的贓物已在無意中交到女記者手上。Laura稱自己終於自由了，消失在人群之中。

## 演員
- 米高·肯恩 飾演 Mr. Hobbs
- 黛米·摩尔 飾演 Laura Quinn
- 兰伯特·威尔森 飾演 Finch
- 喬思·艾克蘭（英语：Joss Ackland） 飾演 Milton Kendrick Ashtoncroft
- 康斯坦丁·格雷戈里（英语：Constantine Gregory） 飾演 Dmitriev
- 艾哈邁德·艾曼 as Bondok

## 評價
該片獲得評論家普遍正面的評論。截至2008年4月24日止，影評網站爛番茄根據93則評論，給予了56%評論家的正面評價。Metacritic則根據21則評論，給予了平均分數57分（滿分為100分）。

## 票房
本片於2007年10月5日在西班牙上映，截至2008年1月6日為止，全球票房已達220萬美元。

## 外部連結
- 互联网电影数据库（IMDb）上《Flawless》的资料（英文）
- 爛番茄上《Flawless》的資料（英文）
- Metacritic上《Flawless》的資料（英文）
- Box Office Mojo上《Flawless》的資料（英文）
- AllMovie上《Flawless》的资料（英文）